# Inga apiculata
Inga apiculata är en ärtväxtart som beskrevs av Henry Hurd Rusby. Inga apiculata ingår i släktet Inga och familjen ärtväxter. Inga underarter finns listade i Catalogue of Life.